# 大井村 (愛知県海東郡)
大井村（おおいむら）は、愛知県海東郡にあった村。現在の愛西市の一部にあたる。

## 地理
日光川支流善太川の左岸に位置していた。

## 歴史
- 1868年（明治元年）海東郡犬井村が大井村に改称[2]。
- 1878年（明治11年）海東郡落合新田の一部を編入[2]。
- 1887年（明治20年）海東郡西善太新田の一部を編入[2]。
- 1889年（明治22年）10月1日、町村制の施行により、海東郡大井村が単独で村制施行し、大井村が発足[1][2]。大字は編成せず[2]。
- 1891年（明治24年）濃尾地震で多くの家屋が倒壊した[2]。
- 1906年（明治39年）7月1日、海東郡千秋村、神島田村と合併し、永和村を新設して廃止された[1][2]。合併後、永和村大井となる[2]。

## 産業
- 農業[2]